# Epipactis ioessa
Epipactis ioessa är en orkidéart som beskrevs av Bongiorni, De Vivo, Fori och Romolini. Epipactis ioessa ingår i släktet knipprötter, och familjen orkidéer.
Artens utbredningsområde är Italien. Inga underarter finns listade i Catalogue of Life.